# Сто и една нощи
„Сто и една нощи“ (на френски: Les cent et une nuits de Simon Cinéma) е френско-британска комедия от 1995 година на режисьорката Анес Варда по неин собствен сценарий.

## Сюжет
Млада жена е наета от милионер любител на киното, се опитва да получи наследството му, за да помогне на любовника си да снима филм – служи за фон на ретроспективен преглед на стогодишното история на киното с множество цитати, алюзии и пародии на известни филми. Главните роли се изпълняват от Мишел Пиколи, Жули Гайе, Марчело Мастрояни.

## В ролите
| Изпълнител        | Роля                      |
| ----------------- | ------------------------- |
| Мишел Пиколи      | Симон Синема              |
| Жули Гайе         | Камила Мирали             |
| Марчело Мастрояни | Италианският приятел      |
| Матьо Деми        | Камила                    |
| Емануел Салинджър | Винсент                   |
| Анук Еме          | Анук                      |
| Фани Ардан        | Звезда, идваща през нощта |
| Жан-Пол Белмондо  | Професор Бебел            |

## Награди и номинации
- 1995 Номиниран за „Златна мечка“ на Берлинския международен кинофестивал.